# España en los Juegos Europeos de Minsk 2019
España participó en los Juegos Europeos de Minsk 2019. Responsable del equipo nacional fue el Comité Olímpico Español.
El portador de la bandera en la ceremonia de apertura fue el tirador con arco Miguel Alvariño.

## Medallistas
El equipo de España obtuvo las siguientes medallas:
| Nombre                       | Deporte       | Competición          |
| ---------------------------- | ------------- | -------------------- |
| Oro                          |               |                      |
| Gabriel Escobar              | Boxeo         | Mosca (–52 kg) M     |
| Damián Quintero              | Karate        | Kata M               |
| Sandra Sánchez               | Karate        | Kata F               |
| Laura Palacio                | Karate        | Kumite +68 F         |
| Antonio Bailón Fátima Gálvez | Tiro          | Foso equipo mixto    |
| Plata                        |               |                      |
| Equipo                       | Fútbol playa  | Torneo M             |
| Francisco Garrigós           | Judo          | –60 kg M             |
| Bronce                       |               |                      |
| Julia Figueroa               | Judo          | –48 kg F             |
| Alfonso Benavides            | Piragüismo    | C1 200 m M           |
| Irene Díaz Vidal             | Sambo         | –52 kg F             |
| Yaiza Jiménez López          | Sambo         | –60 kg F             |
| Fátima Gálvez                | Tiro          | Foso F               |
| Pablo Acha González          | Tiro con arco | Recurvo individual M |